# Phidge

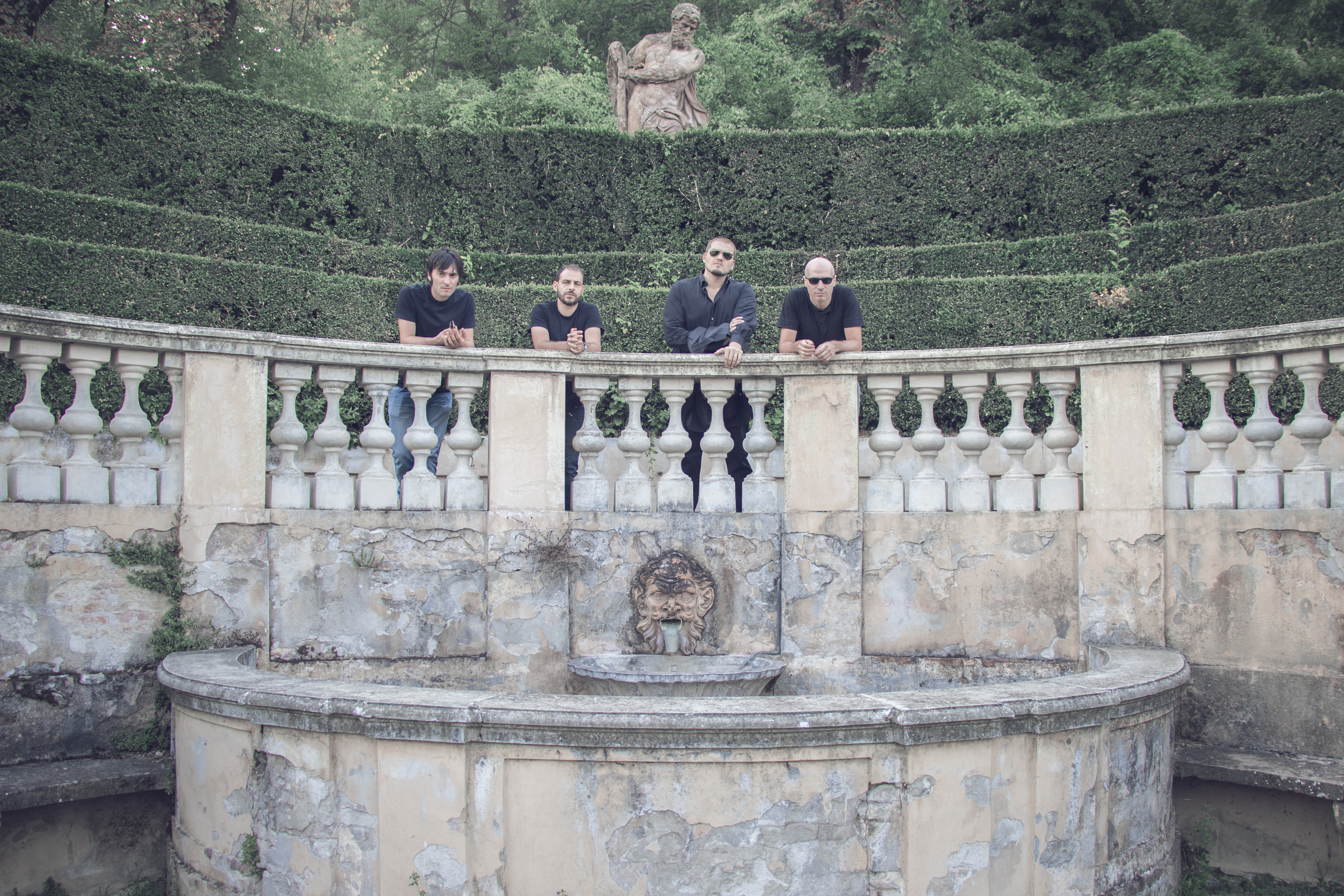
Phidge, 2016

I Phidge sono un gruppo indie rock nato a Bologna nel 2003.

## Le origini
Dopo le esperienze nei Knob e nei Three Erotic Days, nell'estate del 2001 Dodi Germano e Riccardo "Fedro" Fedrigo danno vita al duo acustico Maypang, con l'intento di esibirsi nei locali del centro di Bologna in un repertorio di cover di grandi classici. Le scalette dei primi concerti includono brani dei Beatles, degli U2, degli Afterhours, di Jeff Buckley, dei Radiohead, degli Stone Temple Pilots, ma anche di band di nicchia come i Karate e i Soulwax.

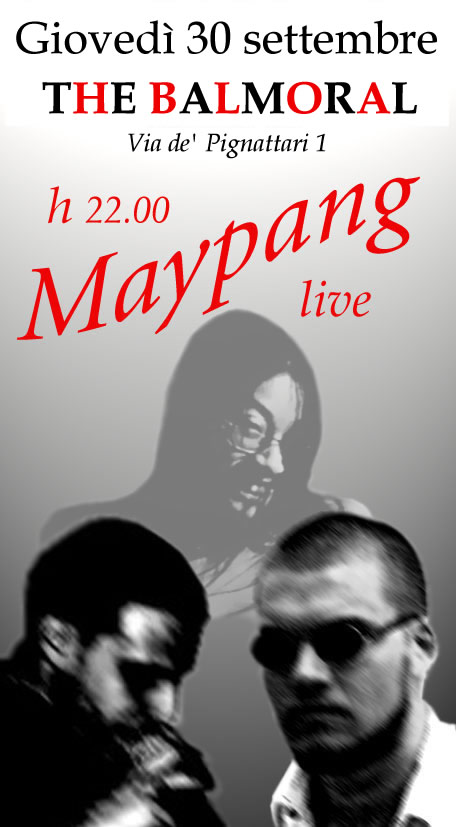
Manifesto promozionale dei Maypang

Dopo il successo dei primi mesi di collaborazione, Dodi propone a Fedro di ingrandire il progetto, trasformando il duo in una vera e propria band e abbandonando le cover in favore di brani originali. Vengono contattati il batterista Pietro Boldreghini e il bassista Nick Di Virgilio, già visto nelle file dei Settlefish.
Il gruppo, con il nome provvisorio di Ain't love grand?, inizia a scrivere attraverso lunghe jam collettive che iniziano nel luglio del 2002. Dopo alcune settimane di prove vengono messe le basi per i primi tre brani, Harm me where you know, Next june e Gorgeous spiral.
Ma a gennaio del 2003 Boldreghini lascia la band e viene sostituito da Simone Cavina. L'ingresso del nuovo batterista imprime ai brani già composti una sferzata più nervosa e meno heavy, gli arrangiamenti vengono raffinati e il sound della band prende una direzione più moderna.
A luglio il quartetto viene invitato a esibirsi alla Festa dell'Unità di Casalecchio di Reno (BO). In quell'occasione, prendendo spunto dal soprannome di un amico di Dodi e Fedro, sceglie il nome Phidge. Il primo live, la cui scaletta sarà integrata da brani dei Beatles, dei Radiohead e di Jimi Hendrix per ovviare alla carenza di repertorio, rivela immediatamente una band intenzionata a imporre la propria personalità, non accontentandosi di attirare l'attenzione con la riproposizione di brani di moda, ma puntando subito forte sulla propria musica.
A settembre i Phidge vincono un concorso per band emergenti e si aggiudicano la possibilità di esibirsi in Svezia nel giugno del 2004.
A ottobre registrano il loro primo demo, ...next june, ai Vacuum studios di Bologna, sotto la supervisione di Danilo Silvestri. L'Ep vale loro la convocazione al M.E.I. di Faenza, dove si esibiranno a novembre, sul palco principale. 

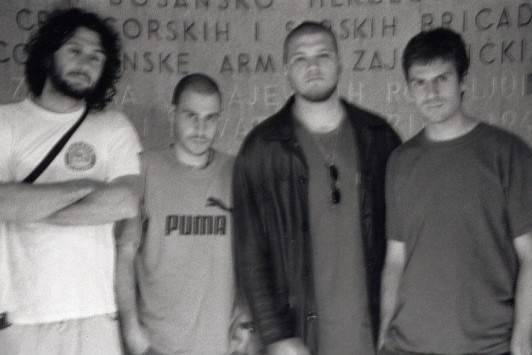
I Phidge a Sarajevo nell'estate del 2004

Nel 2004, dopo una serie di concerti in giro per l'Italia, le due date di Svezia (a Timrå e a Sunsdvall) e una memorabile apparizione all'annuale Festival dell'amicizia di Gorazde (Bosnia) davanti a 15.000 spettatori (la band apre infatti il concerto di Dino Merlin), i Phidge tornano in studio per incidere il loro secondo promo, Disclosing how it feels, prodotto da Danilo Silvestri e Bruno Germano, contenente i brani O-Ren Ishii, The tale that repeats itself e A sudden spring night, che la band dedica alla memoria di Ugo Tognazzi.
Grazie al secondo promo nel 2005 i Phidge parteciperanno al Neapolis Festival e al Six Days Sonic Madness di Guardia Sanframondi, dividendo il palco con Mariposa, Perturbazione, Zen Circus e Patrick Wolf.
Nel 2006 incidono il terzo Ep, Glad, out of that. Di nuovo tre brani, Dawning disaster, The return of gorgeous spiral e White/Despair che questa volta attirano l'attenzione della Riff Records, neonata etichetta bolzanina che contatta la band incoraggiandola a sviluppare nuovo materiale, in vista della produzione di un full-length.
Nel frattempo l'etichetta californiana Velvet Blue Music include in una delle proprie compilation The return of gorgeous spiral, unico brano non statunitense inserito nella rassegna.
I Phidge trascorrono il resto dell'anno a comporre nuovi brani e a gennaio 2007 sono pronti per entrare di nuovo ai Vacuum studios per la loro prima prova sulla lunga distanza. In consolle Bruno Germano.

## "It's all about to tell", il tour e la separazione da Simone Cavina

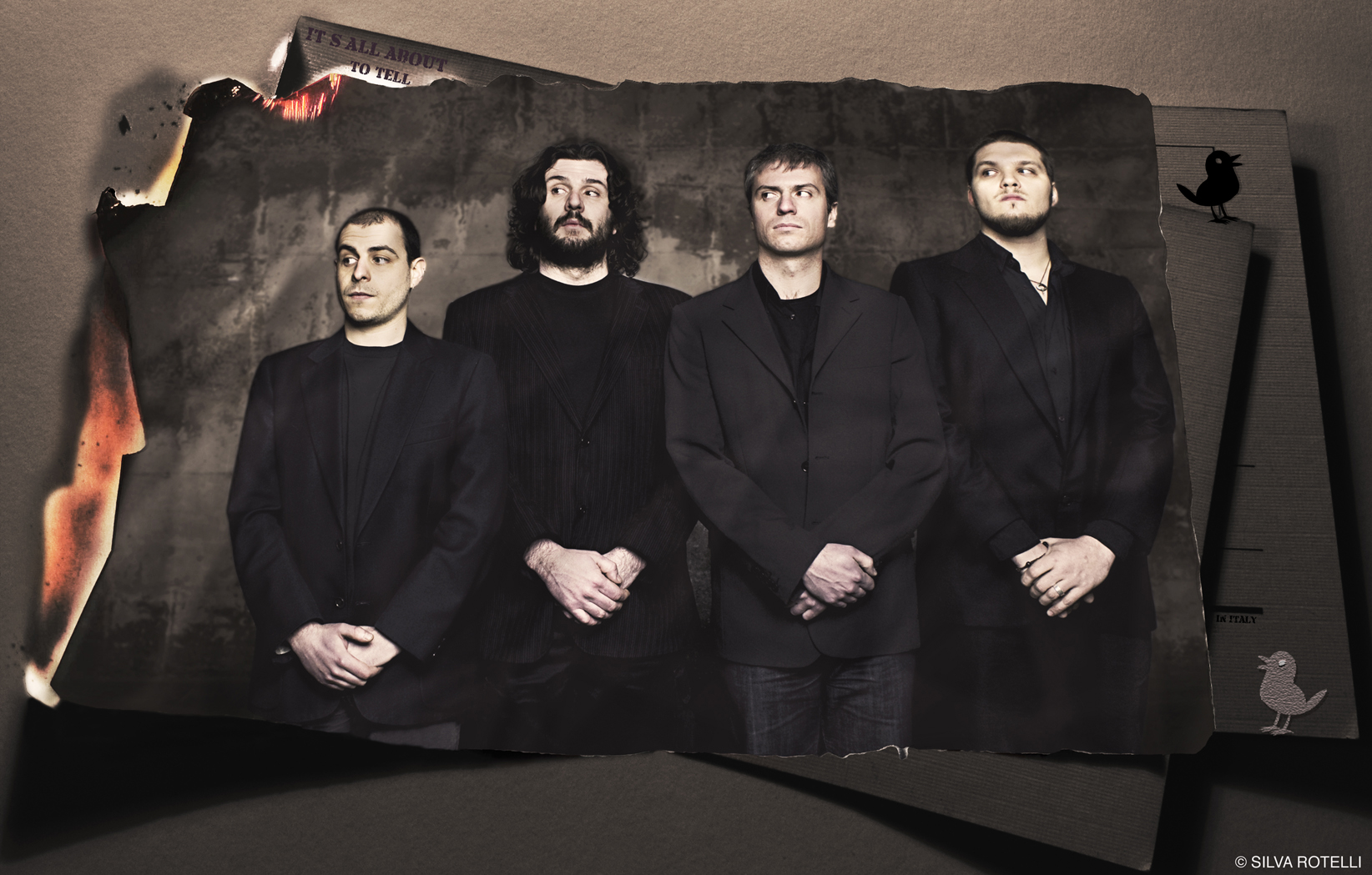
I Phidge nel 2008, all'uscita di "It's all about to tell"

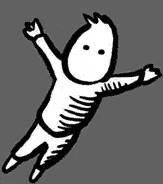
Franco, la mascotte dei Phidge

Il primo album dei Phidge si intitola It's all about to tell, contiene dieci brani composti da Dodi Germano e Riccardo Fedrigo. Ricompaiono Dawning disaster e The return of gorgeous spiral, che prenderà il nome di Still the same. O-Ren Ishii, A sudden spring night e Waves (nota precedentemente come The tale that repeats itself) vengono completamente riarrangiate. Fanno la loro comparsa nuovi brani come Colors, The bloke, Spies, Somewhere else e Sparrows on a wrong day, alla scrittura e registrazione della quale ha partecipato anche Jonathan Clancy (Settlefish, A classic education, His Clancyness). I synth e le parti di pianoforte del disco portano la firma del Maestro Elia Penna.

La copertina a fumetti viene realizzata da un vecchio amico della band, l'artista pisano Tuono Pettinato. L'immagine vede la mascotte della band, l'omino stilizzato ribattezzato Franco, a colloquio con un gigantesco corvo, mentre sotto altri uccelli più piccoli discutono fra loro. Franco era entrato a far parte dell'iconografia dei Phidge con il demo del 2004, Disclosing how it feels, il cui artwork era stato curato dallo stesso Tuono Pettinato e vedeva l'omino tuffarsi da un ponte, nell'indifferenza generale. Per l'album d'esordio l'illustratore toscano ha preso spunto dagli "Sparrows" evocati dal brano composto assieme a Clancy ma ha poi preferito trasformarli in corvi, inseguendo le suggestioni di Uccellacci e uccellini e immaginando i pennuti intenti a far da guida alla band, in procinto di esprimersi per la prima volta sulla lunga distanza. 

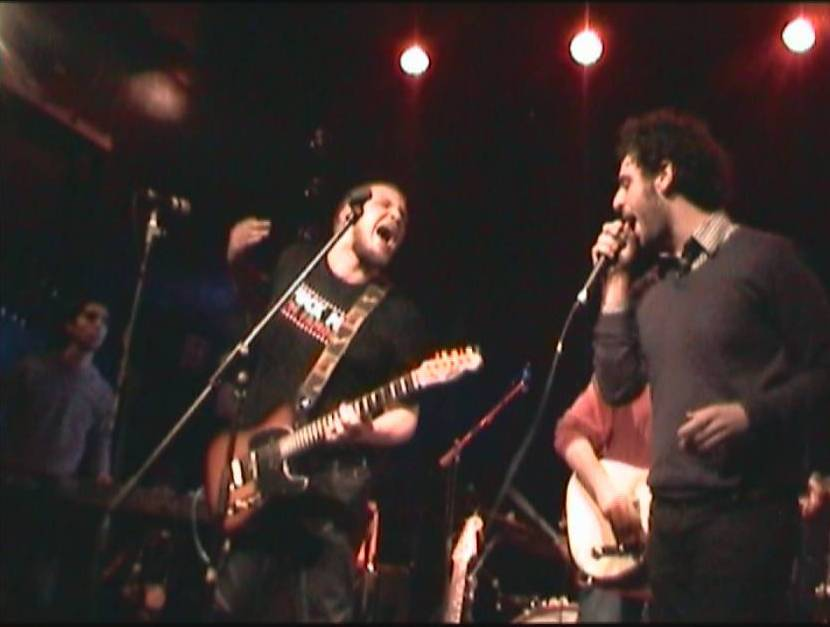
I Phidge con Jonathan Clancy sul palco del Covo club per la pubblicazione di "It's all about to tell"

Riff records conferma il suo interesse nei riguardi del quartetto bolognese e il 12 gennaio 2008 pubblica il loro esordio discografico, celebrato con un affollatissimo live al Covo Club di Bologna.
Il gruppo si imbarca in un tour promozionale, in buona parte condiviso con i siciliani Entrofobesse e i fiorentini Jackpine, che lungo la primavera li vede esibirsi dalla Sicilia all'Austria con tanto di doppia data il 1º maggio, nel pomeriggio all'Handmade festival di Guastalla e la sera al Kroen di Verona.
A metà di luglio la cover dei Phidge di Little wonder di David Bowie viene trasmessa dal programma Dispenser di Radio 2.
Tutto sembra procedere per il meglio per la band, che con il suo primo album miete consensi ovunque, sia live che sulle pagine della stampa specializzata ("Un esordio da segnare. Decisamente", Il Mucchio, "Se ne consiglia l’ascolto, riserva piacevoli sorprese", Rumore, "Scommessa vinta. L'avevamo detto.", Rockit). Ma durante il 2008 Simone Cavina accetta l'offerta degli Yuppie Flu che gli propongono di riempire il posto lasciato vacante dal loro precedente batterista. I nuovi impegni del talentuoso musicista imolese cozzano con le date già segnate in calendario dalla band e i Phidge lo sostituiscono per alcune date con Paolo Mongardi (Zeus!, Il Genio, Ronin, Jennifer Gentle).
Ma la militanza del batterista in due gruppi è impossibile da gestire e le strade di Cavina e dei Phidge si separano a fine anno.

## La ricostruzione, Oscar Astorri, "We never really came back"

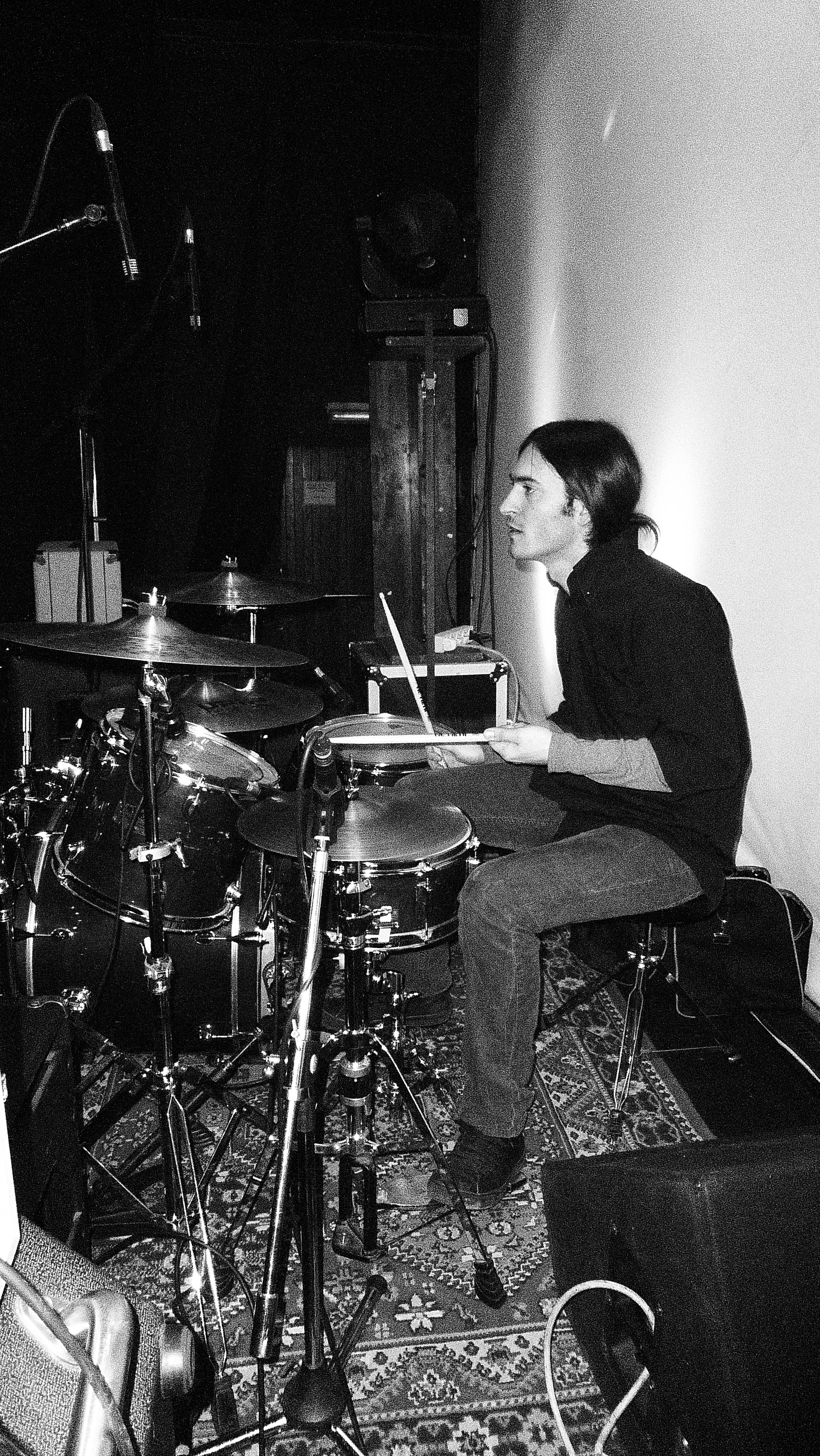
Oscar Astorri sul palco del Locomotiv club, Bologna

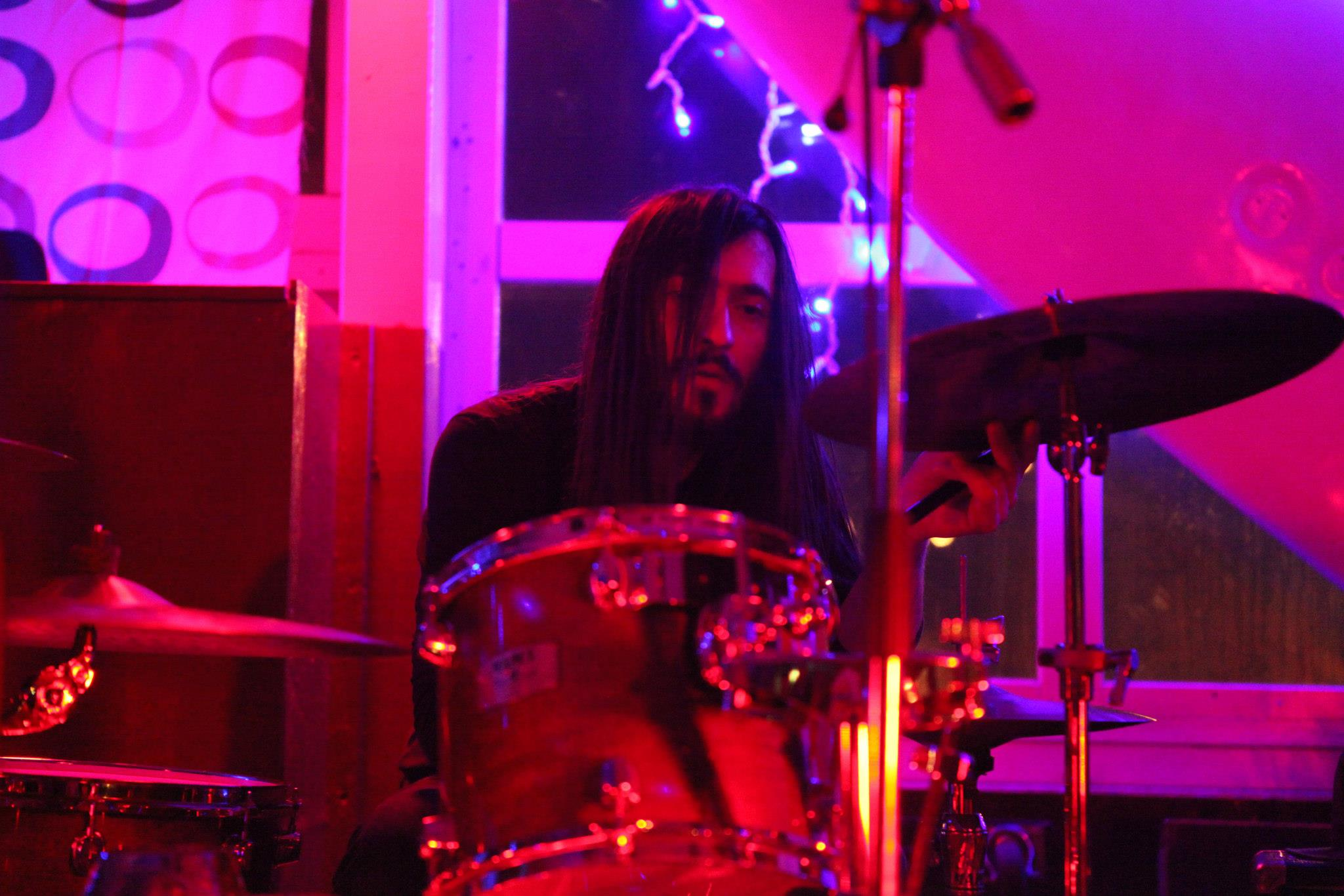
Oscar durante il "We never really came back tour 2012"

Dopo un autunno trascorso alla ricerca di un nuovo membro per la band, arriva la telefonata dello stesso Mongardi che segnala ai Phidge Oscar Astorri, musicista di Sesto Imolese alla ricerca di un gruppo per ampliare i propri orizzonti electro-metal. I Phidge e Astorri provano alla fine di febbraio e l'incastro fra Dodi, Fedro, Nick e Oscar risulta subito perfetto. Il nuovo batterista è molto differente da Cavina, il suo è un approccio meno tecnico e la sua gestione della batteria è decisamente meno ortodossa rispetto a quella del suo virtuoso predecessore. Tuttavia, pur risultando da subito molto differente da quanto sentito fino ad allora, il sound dei Phidge con il nuovo innesto si rivela immediatamente massiccio e convincente.
La band trascorre la prima parte del 2009 terminando la serie di concerti celebrativi del loro primo album, ma da subito, in sala prove, si impegna per comporre il maggior numero possibile di nuovi brani con il neoarrivato. La fase di scrittura più proficua si concentra fra settembre e novembre del 2009 quando i Phidge, ridotti a un trio per la temporanea assenza di Nick (in Nuova Zelanda per un trimestre), pongono le basi per alcuni dei brani più innovativi del loro repertorio, come Awoken, rivisitazione spacey di un giro che Fedro cercava di "prendere in prestito" da un vecchio pezzo dei Morphine e Our lungs are blind, sviluppata inizialmente solo dal punto di vista strumentale, con la ricerca ossessiva da parte di Fedrigo di rincorrere il concetto sonoro di dionisiaco. Dalla Nuova Zelanda Nick tornerà con la struttura base e il testo di Hot water beach.
La fase di composizione attraverserà un passaggio critico fra la fine del 2009 e l'inizio del 2010 quando le condizioni di salute di un parente di uno dei membri dei Phidge costringeranno la band a rallentare sensibilmente la propria attività. Tuttavia da questo doloroso passaggio la produzione del quartetto trarrà giovamento, includendo nella sua nuova produzione brani e suggestioni figli diretti del lutto che colpisce un quarto del gruppo.
I Phidge tornano sul palco a maggio del 2010 e al Locomotiv club di Bologna presentano solo pezzi nuovi.
Fra la fine dell'anno e l'inizio del 2011 il gruppo torna ai Vacuum studios sempre con Bruno Germano alla consolle. Dei tredici brani incisi (Awoken, Nobody tries, Door selected, Invisible colors, Hot water beach, Our lungs are blind, Blind diving, Card with a wish, Graveyards, On the whole, At the end of the day, Gather grapes, Second chance) solo i primi undici andranno a comporre la setlist di We never really came back, il secondo album dei Phidge, uscito di nuovo per Riff records il 6 gennaio 2012. Fra i crediti, oltre a una nuova apparizione del M° Penna, da ricordare la partecipazione di Matteo Dicembrio dei The Crazy Crazy World of Mr. Rubik alle tastiere in Invisible colors.

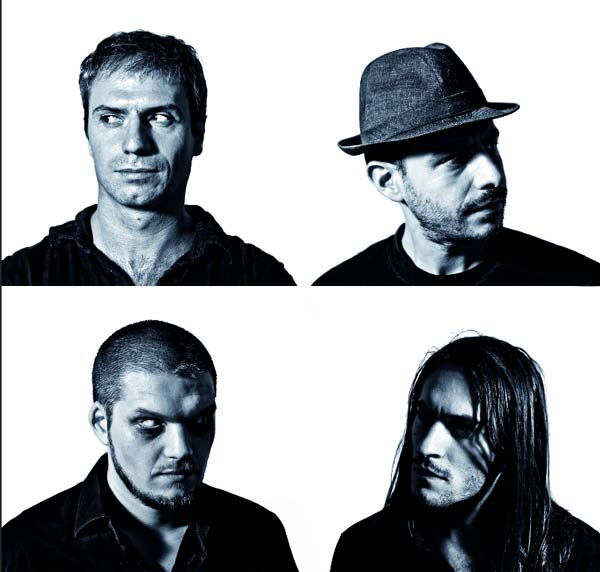
I Phidge nel 2011, visti da Lorenzo Massa

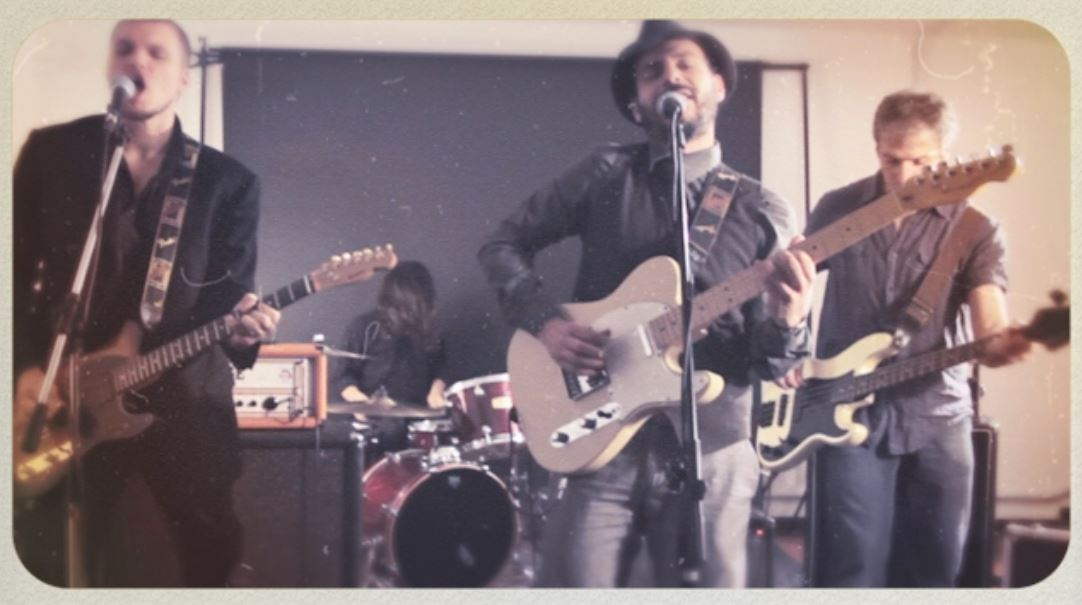
Un frame del video di "Door selected"

Il titolo del disco prende le mosse da un passaggio del testo di Blind diving, brano inciso solo per voce e chitarra folk e cantato da Fedro. Allude al fatto che i Phidge sono tornati con un nuovo disco e una nuova formazione. Quindi non sono più gli stessi di prima. Anche se i cambiamenti non sono solo nella formazione. Le esperienze maturate dalla band e dai suoi singoli componenti restituiscono al pubblico un gruppo molto più riflessivo e sincero rispetto alla prima uscita, più orientata a mostrare la varietà della tavolozza del quartetto. Il disco è venato da una malinconia di fondo figlia della solitudine interiore portata in dote dalla maturazione dei quattro ed evocata anche nella copertina dell'album, realizzata dall'artista visivo bolognese Lorenzo Massa. Le piccole immagini sfocate dei quattro Phidge immersi in uno sfondo candido rappresentano appunto il sentimento di irrimediabile smarrimento di cui è pervaso il nuovo lavoro e sono un omaggio alla messa in scena di Amleto (da Shakespeare a Laforgue) di Carmelo Bene.
Il 2012 vede la band esibirsi in tutta la penisola mentre il video del primo singolo, Door selected viene selezionato da XL-La Repubblica per la propria videocompilation di settembre. I Phidge registrano anche una versione acustica di Nobody tries presso la storica bottega della Liuteria Stanzani di Bologna per un video che farà parte della collana di Take away sounds. Il disco rimane in streaming sul sito di Rolling Stone fino alla fine dell'anno.
Dopo 25 date il We never really came back tour 2012 si chiude a Firenze in 2 novembre.

## "Needs", una pausa e il ritorno

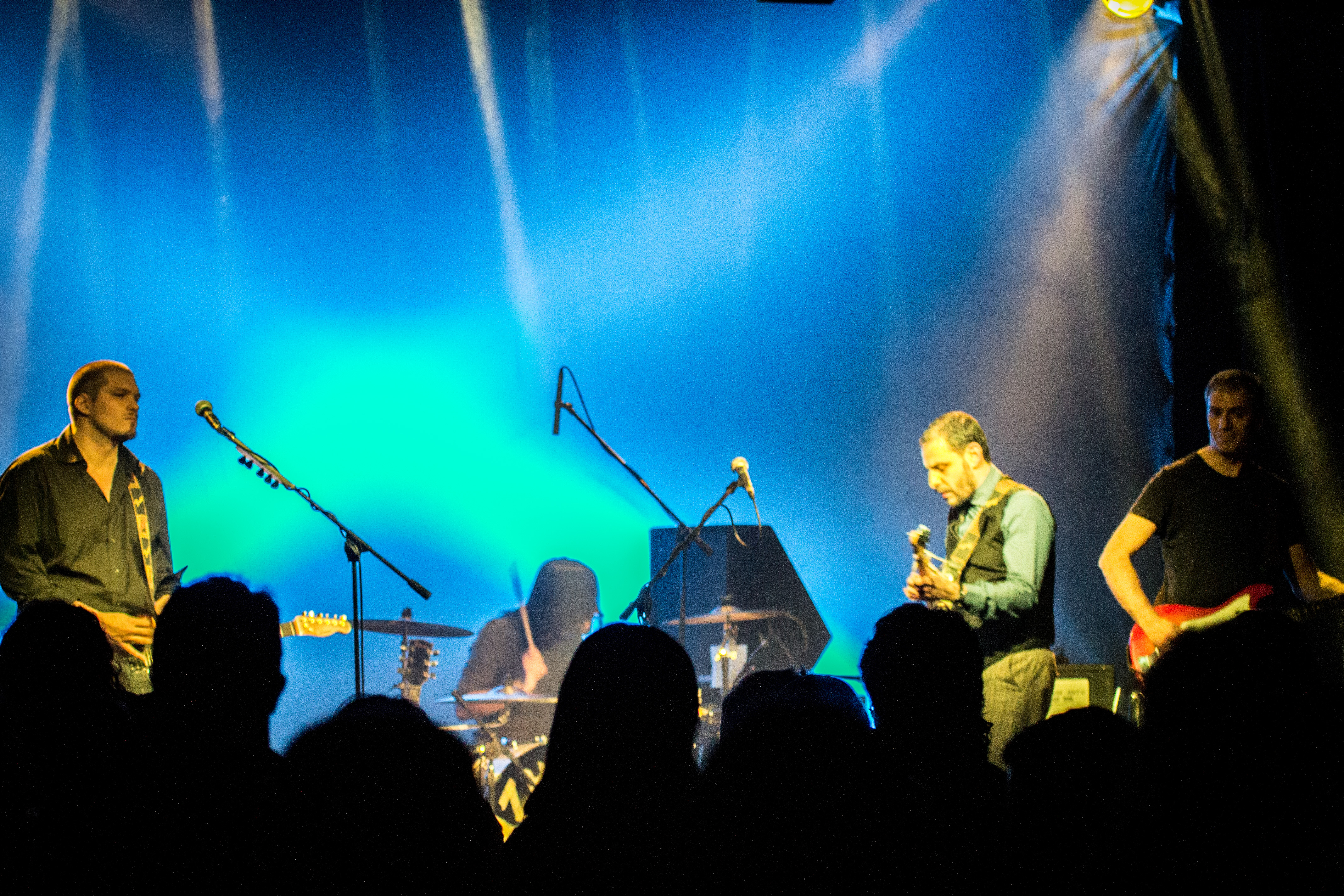
I Phidge ricompaiono a sorpresa e presentano 5 brani inediti, 2014

Il 2013 si apre con un concerto a sorpresa: i Phidge annunciano l'imminente pubblicazione di un Ep, Needs, che verrà distribuito solo in rete e conterrà Gather Grapes e Second Chance assieme alla cover di Special needs dei Placebo. Di quest'ultimo brano la band realizzerà anche un video, girato da Dario Di Nardo, che rimarrà l'ultima testimonianza live dei Phidge fino al 2014.
I Phidge si prendono infatti un periodo di pausa in conseguenza della nascita dei figli di due quarti della band.
A febbraio del 2014 il quartetto riappare sul palco del Locomotiv club per una data assieme agli amici dei The Crazy Crazy World of Mr. Rubik in occasione della quale compaiono in scaletta cinque brani mai eseguiti in precedenza. L'esibizione alimenta le voci che vogliono imminente l'annuncio di un nuovo album per i Phidge che però ricompaiono solo dopo l'estate nelle insolite vesti di speaker radiofonici. A ottobre 2014 infatti dalle frequenze di Radio Città Fujiko prende il via la rubrica Visto da Vasto, inserto della trasmissione settimanale Sheena is che vede protagonista Nick Di Virgilio nei panni di un improbabile abruzzese esperto di dialetto bolognese. Il programma gode di un inatteso successo, soprattutto grazie alla diffusione web, attraverso il canale Youtube della rubrica. Visto da Vasto andrà in onda per due stagioni.

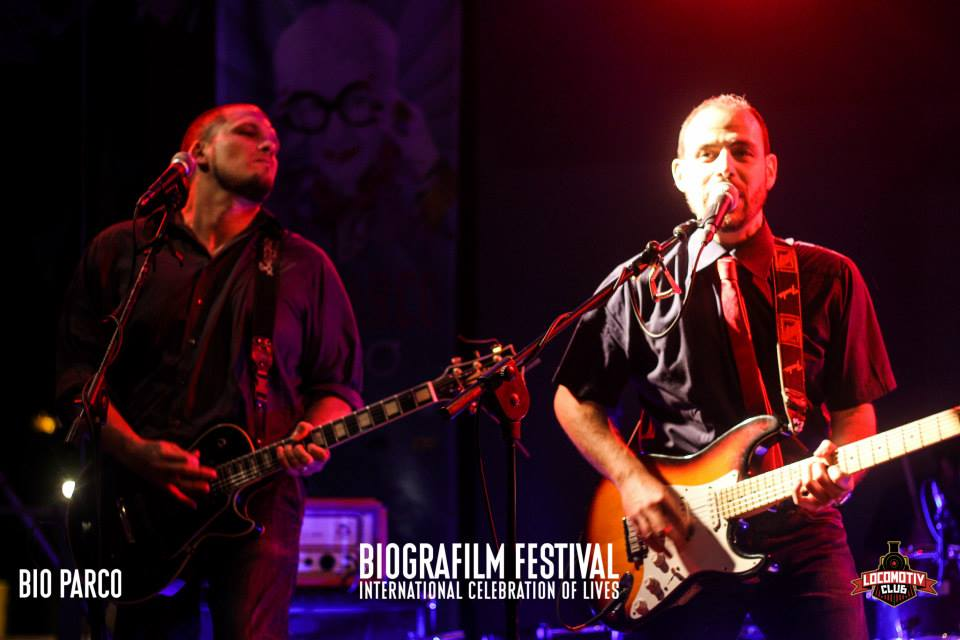
I Phidge al Biografilm Festival

Nel frattempo l'attività di composizione per il terzo disco ha iniziato a farsi serrata. Determinante si rivela un periodo di quattro settimane che Fedro trascorre in solitudine in un paese sperduto fra i colli al confine fra l'Abruzzo e il Molise. Prende in affitto un piccolo appartamento e trasferisce lì il suo studio portatile.
Sarà in quelle stanze spoglie circondate dai monti e a picco sul mare che il materiale messo sulla tavola dai Phidge nel periodo di pausa inizierà a prendere una forma organica e a compattarsi rivelando finalmente lo spirito del disco a venire.
Il 2015 sarà dedicato all'arrangiamento dei brani sui quali la band ha deciso di puntare per il suo nuovo lavoro. E dopo una fase in cui si era a lungo tentato di introdurre nel sound dei Phidge un'importante componente elettronica, la band farà quadrato attorno al suono essenziale dei loro strumenti, rifiutando la strada di comodo dei laptop e delle sequenze e puntando sulle corde delle chitarre e sulle pelli della batteria. Tenendo bene a mente la preziosa lezione imparata con il successo del disco precedente: non c'è tappeto di elettronica che possa avere impatto maggiore di una buona parte di voci armonizzate.

## Paris

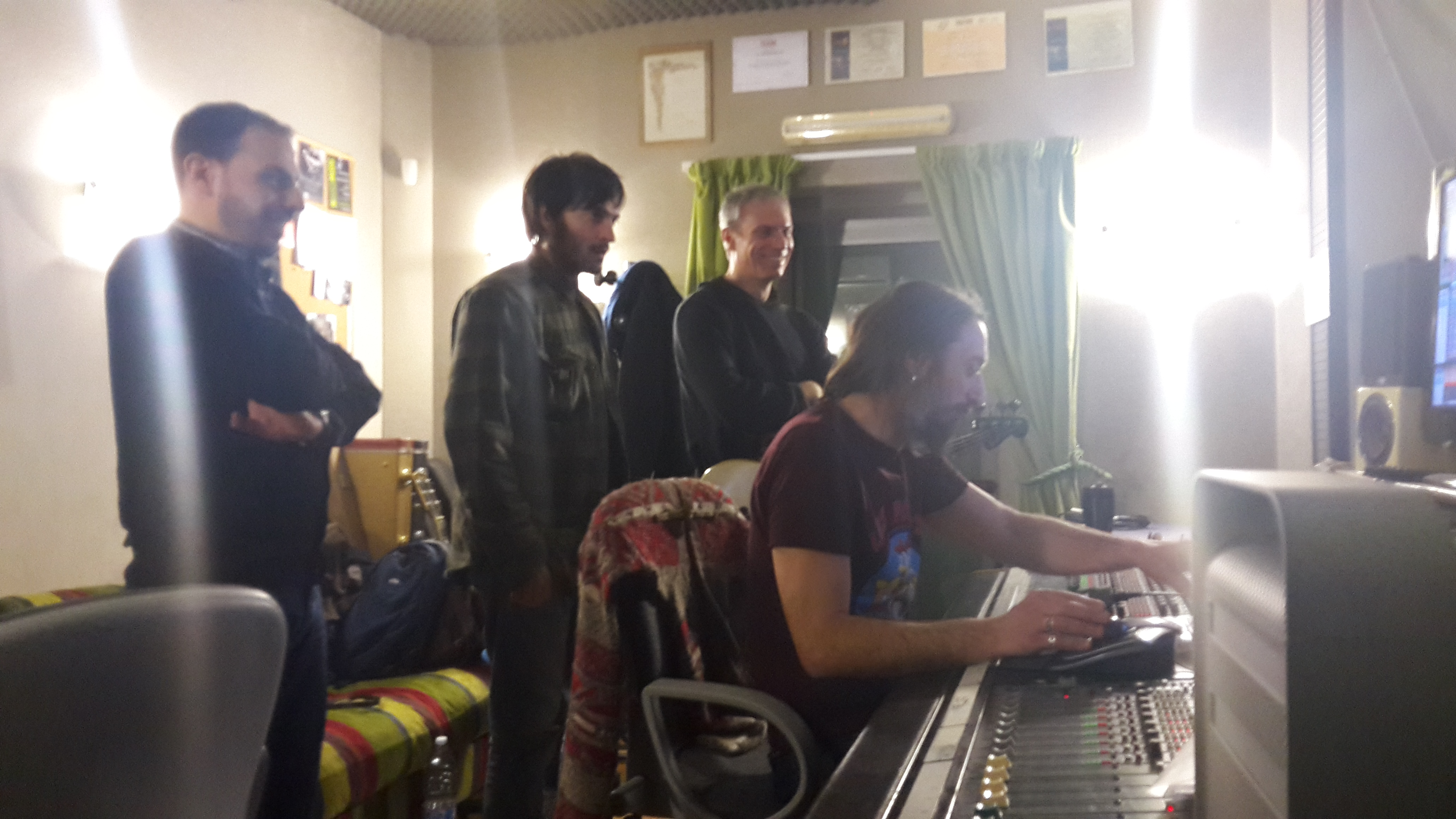
I Phidge con Angelo Epifani ai Raw studios, 2016

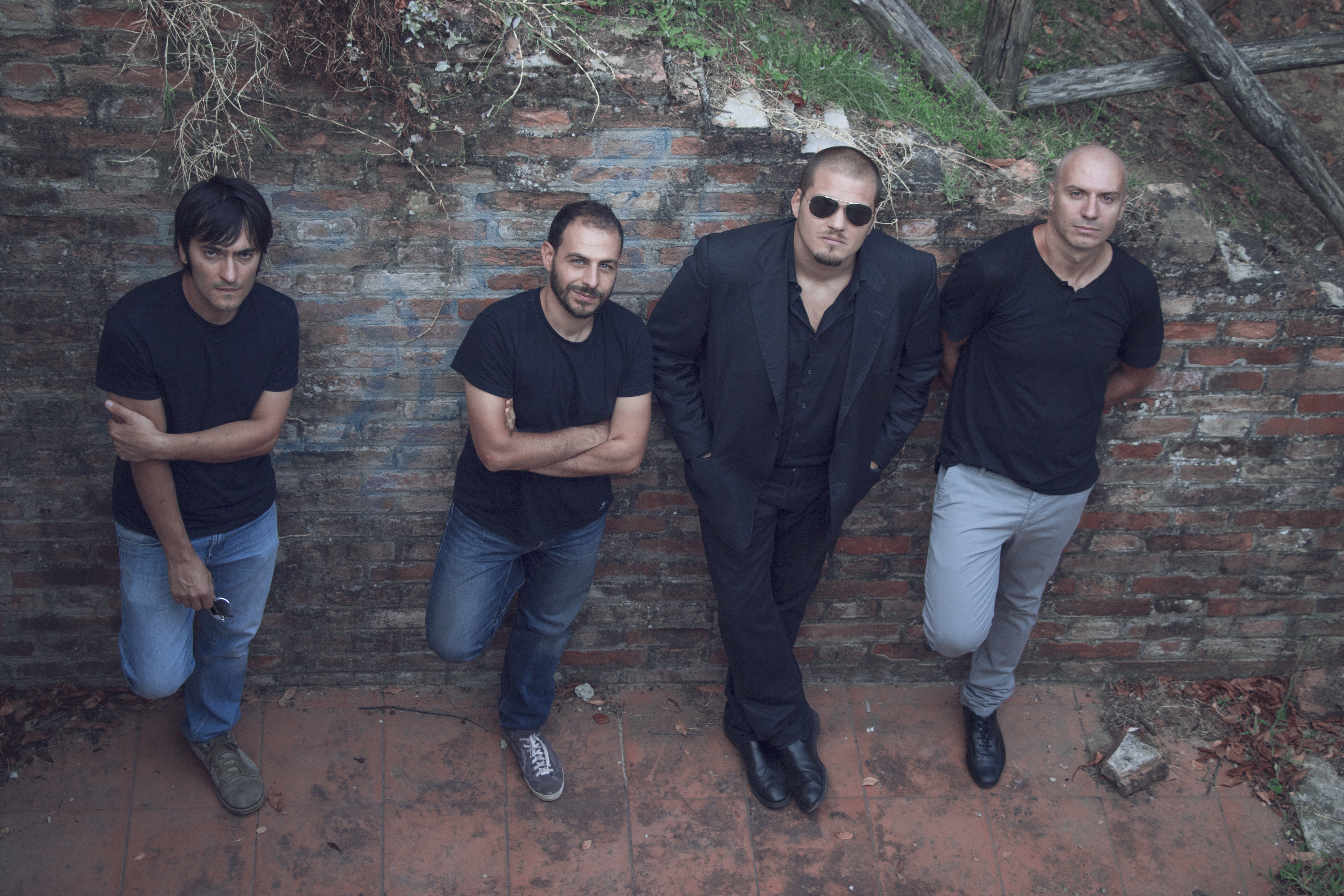
Paris promo shoot

A ottobre del 2015 i brani erano pronti. In qualità di autore dei testi (e di gran parte delle musiche) Fedrigo iniziò a ragionare sul titolo da dare all'album. Non era un concept, per cui più che l'argomento andava individuato uno spirito di fondo. Ammesso che ci fosse. E lo spirito c'era. Il disco nuovo sarebbe stato diverso da quello precedente perché era molto più compatto, sia tematicamente che dal punto di vista sonoro. Dove c'era stata una cupa malinconia rarefatta adesso c'era un nervosismo rabbioso molto più concreto, proprio di chi ha dei progetti precisi e va loro incontro in maniera brusca a poco accomodante. Anche le scelte prettamente stilistiche andavano in questa direzione: i pezzi nuovi erano tutti "tirati", con la sola eccezione della conclusiva Thin e le scelte che erano state fatte in quanto ad arrangiamenti e sound complessivo erano tutto tranne che allineate con i trend imperanti. Non c'erano ammiccamenti di sorta all'electropop minimale tanto in voga nel cosiddetto ambito indipendente, non c'era lamentela nei confronti di quanto fosse ingiusto e stupido il mondo circostante. Il protagonista del nuovo disco dei Phidge sarebbe stato un uomo che aveva poco tempo e che lo dedicava volentieri al rock'n'roll. Ma senza essere disposto a nessun tipo di compromesso, tanto tematico quanto stilistico. Questo clima veniva perfettamente evocato nel brano Paris il cui nome parve subito suonare benissimo anche come titolo del disco a venire.

Adesso però il disco andava inciso. E i Phidge, convinti della direzione essenziale che volevano seguire, cercarono qualcuno che potesse valorizzare ancora più che nei lavori precedenti l'impatto delle loro chitarre.  

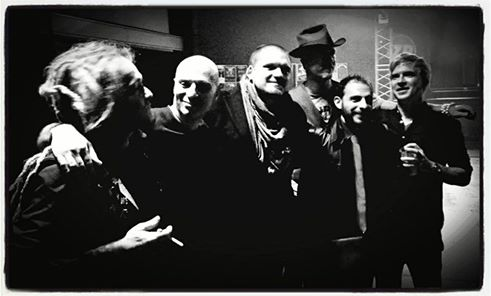
I Phidge e i Nada Surf nel bascktage di Zona Roveri, ottobre 2016

La scelta cadde su Angelo Epifani, storico sound engineer del rock underground italiano e gestore del Raw Studios di Bologna.
Ed è proprio negli studi di Epifani che i Phidge registrano, fra febbraio e aprile, il loro terzo disco, Paris, che verrà pubblicato il 18 novembre 2016.
Dell'album fanno parte dieci brani, (Do we?), A couple of things, Any good news?, Mouth of love, Face to face, The memories, Paris, Be do, Road (to the drops) e Thin. L'artwork è improntato sul richiamo sarcastico alla grafiche delle più comuni riviste di moda. "Proprio perché, probabilmente, noi siamo la cosa meno di moda che ti possa venire in mente", ha dichiarato Di Virgilio in un'intervista pubblicata in occasione dell'uscita del disco. Sulla copertina una foto scattata dal fotografo Alessandro Trapezio che ritrae la modella ungherese Kornelia Orsolya Peszleg che si allontana dall'obiettivo, passeggiando a piedi nudi su un prato.
Dal disco è tratto il videoclip di A couple of things, realizzato da Lorenzo Massa e interpretato da Andrea Micozzi.
Il tour promozionale di Paris è partito da Bologna il 31 ottobre 2016, quando i Phidge hanno diviso il palco di Zona Roveri Music Factory con i Nada Surf, all'inizio del loro tour europeo.

## Formazione

### Formazione attuale
- Dodi Germano: voce, chitarra
- Riccardo Fedrigo: chitarra, voce
- Nick Di Virgilio: basso
- Oscar Astorri: batteria, percussioni

### Ex componenti
- Pietro Boldreghini: batteria
- Simone Cavina: batteria

## Discografia

### Album
- It's all about to tell (2008, Riff Records)
- We never really came back (2012, Riff Records)
- Paris (2016, Riff Records)

### Compilation
- Hearing Voices - Unsigned Band Compilation #9 (2007, Velvet Blue Music)